# Emily Dickinson
Emily Dickinson (10. december 1830 – 15. maj 1886) var en amerikansk digter, der levede hele sit liv i Amherst, Massachusetts.
Kun 10 af Emily Dickinsons digte blev publiceret i hendes levetid, og hun døde ukendt af den læsende offentlighed. Fra 1890 til 1955 blev alle hendes 1775 digte trykt, og de sikrede hende international anerkendelse som en af det engelske sprogs helt store lyrikere. Emily Dickinson skrev korte og meget intense digte; små iagttagelser i naturen gav hende anledning til stærke følelser og metafysiske overvejelser.